# Stereolizza
Stereolizza – ukraiński duet damsko-męski, tworzący muzykę pop/hip-hop powstały w 2004 roku w Kijowie.

## Historia
W 2003 roku Stereolizza podpisała kontrakt z wytwórnią płytową Ukrainian Records.
Kateryna („Lizza”) zanim zaczęła śpiewać w zespole, śpiewała w amatorskich grupach, Ołeksij („AlecZero”) natomiast grał na basie w orkiestrze cyrkowej w Dniepropietrowsku. Inspirują ich – szczególnie Ołeksija, który jest fanem techniki komputerowej – muzyka takich zespołów jak Kraftwerk, Depeche Mode, Massive Attack.
Teledysk do pierwszego singla X.Y.Z. został nakręcony w Nowym Jorku, natomiast do Corporate Logic w Hollywood. Reżyserii podjął się Jason Argyropoulos. Nad wykończeniem albumu pieczę sprawował Brian Big Bass, który współpracował z The Black Eyed Peas, Eminemem, 50 Cent i No Doubt. Lizza i AlecZero określają swoją muzykę jako swobodne połączenie popu z hip hopem. Pierwotnie zespół nazywał się Stereoliza.

## Dyskografia
Albumy
- 2005: X - amine Your Zippa

Single
- Cop My Getup
- Corporate logic
- Goodbye, pimp!
- N. Y. Hairy Tale
- When You're Here
- X.Y.Z.
- Since We Live Together
- Favorite Mistress
- Rough
- Love Fight Game Loser
- Trust To Yourself